# أبو الحسن الحلبي
الشيخ أبو الحسن ثابت بن أسلم بن عبد الوهاب الحلبي (ت. 460 هـ). هو رجل دين وفقيه شيعي من أهل حلب، وقد كان من كبار النُحاة. ومن تلامذة أبي الصلاح الحلبي، وقد تصدر للإفادة بعده، وتولى خزانة الكتب بحلب لسيف الدولة الحمداني. وقد ذكره بحر العلوم في الفوائد الرجالية ضمن تلامذة أبي الصلاح باسم ثابت بن أحمد الحلبي، غير أن محسن الأمين احتمل في أعيان الشيعة كون ذلك تصحيفاً.

## مقتله
صنَّف أبو الحسن الحلبي كتاباً ضد الإسماعيلية ودعوتهم، فأخذوه، وحُمل إلى مصر، فصلبه المستنصر بالله الفاطمي، وأحرقت لذلك خزانة الكتب بحلب، وكان فيها عشرة آلاف مجلد. حتى قال في شأنه الذهبي السني: ”رحم الله هذا المبتدع الذي ذب عن الملة“.

## مصنفاته
| - ابتداء دعوة العبيديين وكشف عوارهم. صنَّف هذا الكتاب - كما مرَّ - نقداً للإسماعيلية ودعوتهم. | - تعليل قراءة عاصم. |

### كتب
- أعيان الشيعة. محسن الأمين، طبع بيروت - لبنان، تاريخ الطبع مفقود، منشورات دار التعارف.
- سير أعلام النبلاء. محمد بن أحمد بن عثمان الذهبي، طبع بيروت - لبنان، عام 2001 م، منشورات مؤسسة الرسالة.
- الفوائد الرجالية. مهدي بحر العلوم، طبع طهران - إيران، 1363 هـ، منشورات مكتبة الصادق.
- الوافي بالوفيات. صلاح الدين الصفدي، طبع بيروت - لبنان، عام 1420 هـ - 2000 م، منشورات دار إحياء التراث العربي.
- معجم المؤلفين. عمر كحالة، طبع بيروت - لبنان، تاريخ الطبع مفقود، منشورات إحياء التراث العربي.
- الذريعة إلى تصانيف الشيعة. آغا بزرگ الطهراني، طبع بيروت - لبنان، تاريخ الطبع مفقود، منشورات دار الأضواء.

### إشارات مرجعية
1. 1 2  
الذهبي، محمد. سير أعلام النبلاء - ج18. ص. 176. مؤرشف من الأصل في 2019-12-08.
2. 1 2  
العسقلاني، ابن حجر. لسان الميزان - ج2. ص. 75. مؤرشف من الأصل في 2019-12-08.
3. 1 2  
كحالة، عمر. معجم المؤلفين - ج3. ص. 99. مؤرشف من الأصل في 2019-12-08.
4. ↑  
بحر العلوم، مهدي. الفوائد الرجالية - ج2. ص. 134. مؤرشف من الأصل في 2019-12-08.
5. 1 2  
الأمين، محسن. أعيان الشيعة - ج4. ص. 7. مؤرشف من الأصل في 2019-12-08.
6. ↑  
الصفدي، صلاح الدين. الوافي بالوفيات - ج10. ص. 291. مؤرشف من الأصل في 2019-12-08.
7. ↑  
الطهراني، آغا بزرگ. الذريعة إلى تصانيف الشيعة - ج1. ص. 60. مؤرشف من الأصل في 2019-12-16.
8. ↑  
الطهراني، آغا بزرگ. الذريعة إلى تصانيف الشيعة - ج4. ص. 226. مؤرشف من الأصل في 2019-12-16.